# Philippe Chevallier (humoriste)
Pour les articles homonymes, voir Philippe Chevallier et Chevallier.
Philippe Chevallier, né le 11 janvier 1956 à Redon, est un humoriste, acteur et photographe français. Il est essentiellement connu pour son duo comique Chevallier et Laspalès, avec Régis Laspalès.

## Biographie

### Formation
Fils d'un magistrat et d'une mère drôle et fantasque, Philippe Chevallier est le cadet d'une fratrie de quatre frères. Après son baccalauréat, il fait quatre années d'études en droit et obtient un certificat en criminologie.

### Carrière
C'est en 1980 que Philippe Chevallier rencontre Régis Laspalès. Après avoir été tous les deux au cours Simon à des moments différents, ils rejoignent la même professeure, partie créer son propre cours. Ils créent alors en 1981 leur premier spectacle : Pas de fantaisie dans l'orangeade.
En 1982, ils sont repérés par Philippe Bouvard et font leurs débuts télévisuels dans le Petit théâtre de Bouvard sur Antenne 2. En 1999, le duo obtient le Prix de l'Humour décerné par la SACEM.
En 2001, Bouvard fait appel à d'anciens membres de sa troupe du Petit Théâtre pour son émission Les Grosses Têtes, et demande à Philippe Chevallier de participer comme humoriste au milieu de chansonniers et autres comiques. Il en devient sociétaire et le reste jusqu'en 2014.
Seul ou avec son compère Laspalès, l'humoriste s'est également distingué comme chanteur et acteur. Il a tourné dans sept films entre 1994 et 2004, dont le long-métrage Ma femme s'appelle Maurice. Ses spectacles en one man show ont beaucoup moins de succès que ceux qu'il réalise avec Laspalès et il affirme être « passé de salles de 2 000 personnes à 100 ».
Philippe Chevallier et Régis Laspalès cogèrent la société de production « Pipo et Mario » jusqu'à leur séparation en 2016, à l'initiative de Régis Laspalès.

### Autres activités

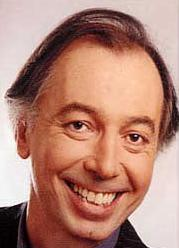
Philippe Chevallier en 2004.

Philippe Chevallier est aussi connu en tant que photographe, avec comme sujet de prédilection les fesses et les cuisses de femmes en collants,. Cette activité débute avant sa rencontre avec Laspalès ; il travaillait alors dans le milieu de la publicité pour une marque de collants[réf. nécessaire].
Il est membre de l'Académie Alphonse Allais[réf. nécessaire].

### Prises de position
Ne faisant pas mystère de ses convictions politiques, il déclare à diverses reprises soutenir le parti de Marine Le Pen puis celle-ci pour l'élection présidentielle française de 2022.

### Vie privée
Philippe Chevallier épouse sa compagne Tiffany le 26 juillet 2016 à la mairie du 16e arrondissement de Paris.

## Théâtre

### Spectacles
Les sketchs les plus joués sont Le Train pour Pau (C'est vous qui voyez / L'Agence de voyage), La Réception d'hôtel, Le Jeu de la vie (S.O.S. détresse), Les Femmes et Le Week-end chez les amis.

### Pièces de théâtre

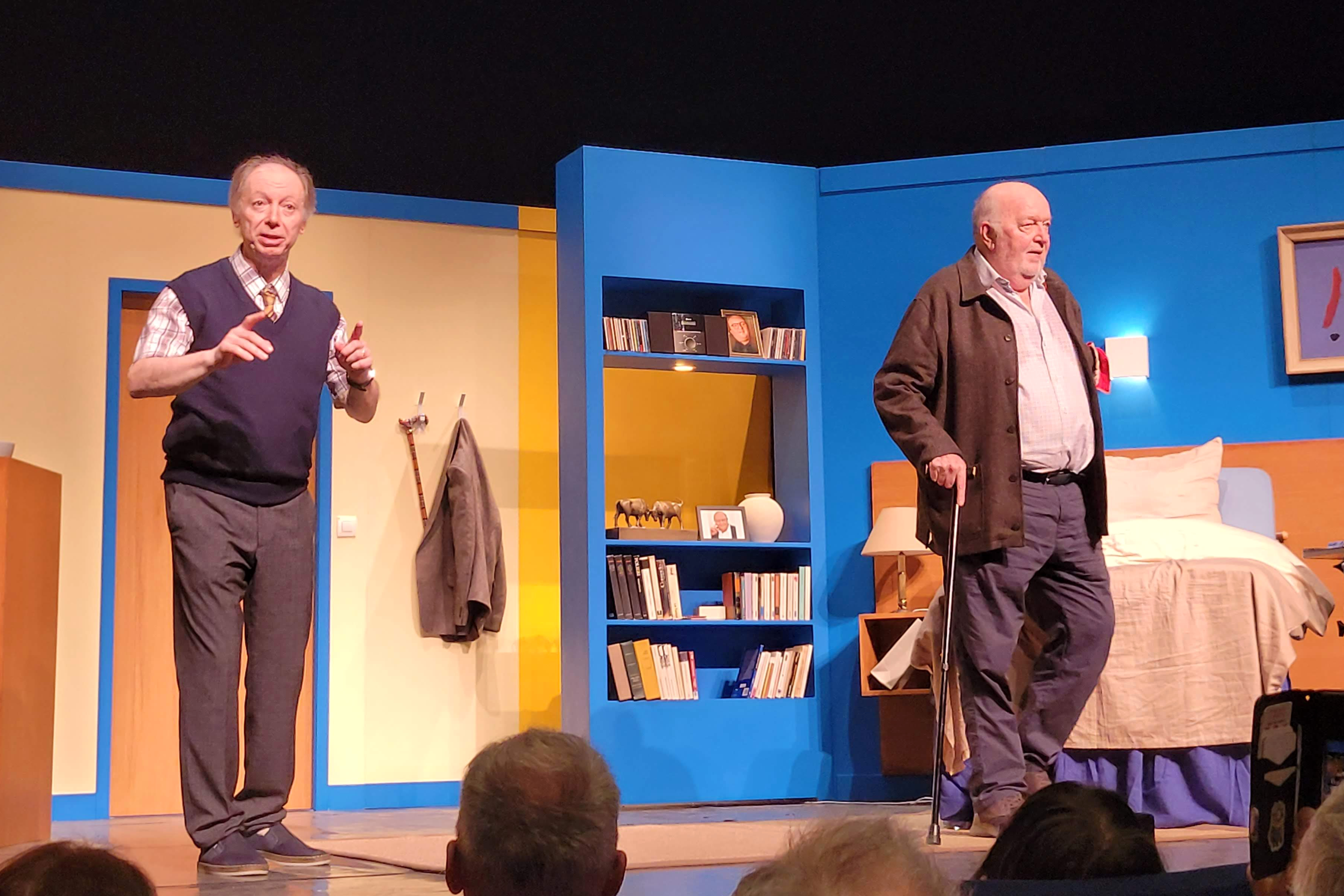
Philippe Chevallier et Bernard Mabille dans Le Cake aux olives au théâtre de Longjumeau (Essonne).

* 1978 : La Folie de Gargantua de François Rabelais, mise en scène Yvon Pradel (Compagnie des arènes), Personnage : Frère Jean des Entommeures.
- 1998 : Ma femme s'appelle Maurice de Raffy Shart, mise en scène Jean-Luc Moreau
- 2001 : Monsieur chasse ! de Georges Feydeau, mise en scène Jean-Luc Moreau, Théâtre du Palais-Royal
- 2004 : Déviation obligatoire de Chevallier et Laspalès
- 2006 : Ce soir ou jamais de Philippe Hodara et Bruno Chapelle, mise en scène Francis Perrin, Theatre du Gymnase Marie-Bell
- 2008 : Le Banc de Gérald Sibleyras, mise en scène de Christophe Lidon, Théâtre Montparnasse
- 2008 : La dame de chez Maxim de Georges Feydeau, mise en scène Francis Perrin
- 2009 : Le Dîner de cons de Francis Veber, mise en scène Jean-Luc Moreau, en tournée
- 2010 : Le Dîner de cons de Francis Veber, mise en scène Jean-Luc Moreau, Théâtre des Variétés
- 2012 : Les Menteurs de Anthony Neilson, mise en scène Jean-Luc Moreau, Théâtre de la Porte-Saint-Martin
- 2018-2019 : Le Sommelier de Patrick Sébastien, mise en scène Olivier Lejeune, théâtre Tête d'Or et tournée
- 2020-2021 : Panique au ministère de Jean Franco et Guillaume Mélanie, mise en scène de Guillaume Mélanie, Théâtre Tête d'Or et tournée
- 2022 : Les Tontons farceurs de Bruno Druart et Patrick Angonin, mise en scène Olivier Macé, tournée
- 2023 : Sherlock Holmes et l’affaire du pont de Thor, d'après Arthur Conan Doyle, mise en scène Jean-Philippe Ancelle, théâtre de Passy
- 2024 : Mozart au Paradis, spectacle musical, Chapelle de l'Oratoire festival off d'Avignon
- 2024 : Le Cake aux olives de Jérôme de Verdière, mise en scène Eric Laugérias, tournée

## Filmographie

### Cinéma

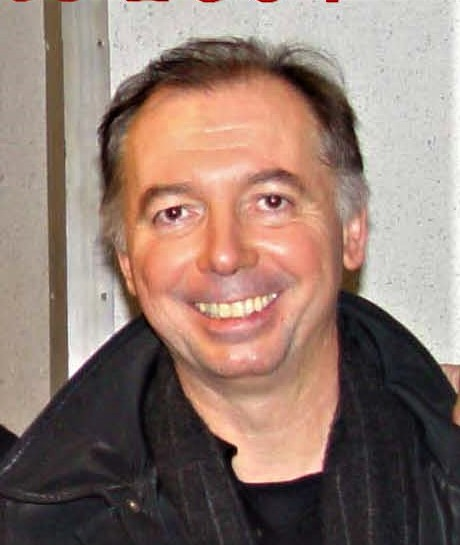
Philippe Chevallier en 2004.

- 1988 : Cinématon de Gérard Courant : Couple #41 (lui-même)
- 1994 : Tête à tête de Jean-Hugues Lime
- 1997 : Le Pari de Didier Bourdon et Bernard Campan : l'animateur de groupe
- 1998 : Ça n'empêche pas les sentiments de Jean-Pierre Jackson (+ scénario) : Félix
- 2000 : Antilles sur Seine de Pascal Légitimus : le premier homme sur la terrasse du café
- 2002 : Ma femme s'appelle Maurice de Jean-Marie Poiré : Georges Audefey
- 2003 : Les Gaous de Igor Sékulic : le docteur Cordier
- 2004 : Tu vas rire mais je te quitte de Philippe Harel : lui-même
- 2006 : Mon colonel de Laurent Herbiet : le directeur d'école
- 2012 : À votre bon cœur, mesdames de Jean-Pierre Mocky : monsieur Peltaux
- 2013 : Le Renard jaune de Jean-Pierre Mocky : Polo, le serveur
- 2014 : Brèves de comptoir de Jean-Michel Ribes : monsieur Latour
- 2019 : Salauds de pauvres (film à sketches)

### Télévision
- 1986 : Bing (téléfilm) de Nino Monti
- 2008 : La Dame de chez Maxim (captation pièce de théâtre) de Jean-Luc Orabona : le balayeur
- 2009 : Contes et nouvelles du XIXe siècle - La Cagnotte de Philippe Monnier : Cordenbois
- 2009 : Myster Mocky présente, épisode De quoi mourir de rire de Jean-Pierre Mocky
- 2010 : George et Fanchette de Jean-Daniel Verhaeghe : Gustave Papet
- 2010 : Colère de Jean-Pierre Mocky : Brice Capin, le notaire
- 2010 : Chez Maupassant, épisode Le Cas de Madame Luneau de Philippe Bérenger : Hippolyte Lacour
- 2013 : La Grande Peinture (téléfilm) de Laurent Heynemann : Pierre-Charles Fayolle
- 2013 : Nos chers voisins fêtent l'été : un homme d'entretien apathique, à cheval sur les horaires
- 2013 : Myster Mocky présente, épisode Les Nains de Jean-Pierre Mocky
- 2013 : Les affaires sont les affaires (téléfilm) de Philippe Bérenger : Gruggh
- 2013 : Le Bœuf clandestin (téléfilm) de Gérard Jourd'hui : monsieur Ephraïm
- 2017 : À votre service, épisode spécial Marseille de Florian Hessique : Seb Vargas
- 2017 : Rien ne vaut la douceur du foyer de Laurent Jaoui : Joël Vimont
- 2019 : Cherif (1 épisode)
- 2023 : Astrid et Raphaëlle (saison 4) : l'oncle de Niels

### Websérie
- 2019 : Normal, de Malcolm ToTheWorld et Fred Chameau : Wilson

## Émissions

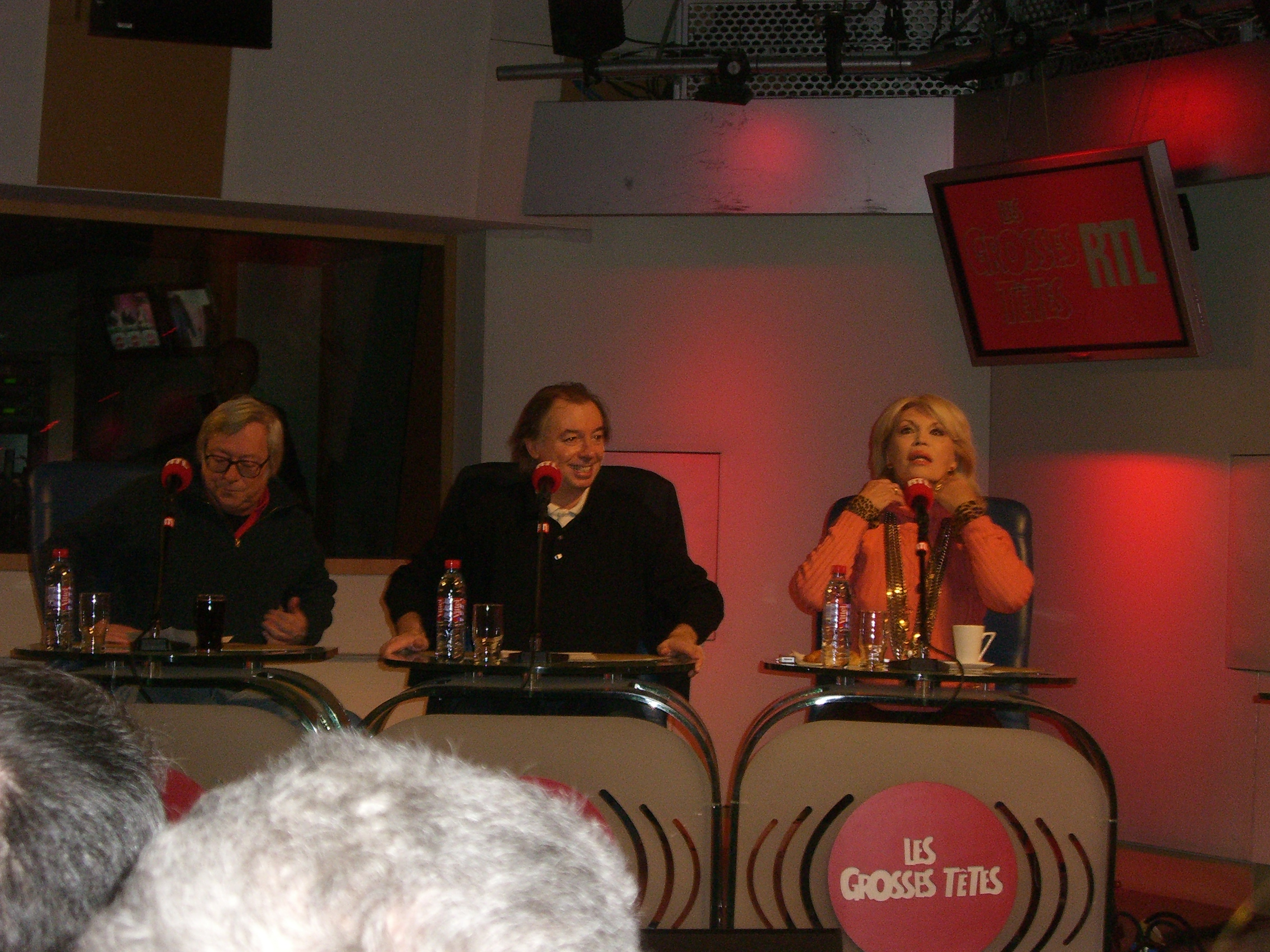
Jean-Jacques Peroni, Philippe Chevallier et Amanda Lear sur le plateau des Grosses Têtes en 2009.

### Télévision
- 1982-1987 : Le Théâtre de Bouvard
- depuis 2016 : chroniqueur dans l'émission La Revue de presse sur Paris Première

### Radio
- 2004-2014 : « sociétaire » dans l'émission Les Grosses Têtes sur RTL.
- 2014-2016 : chroniqueur dans l'émission Allô Bouvard, le dimanche de 11 h 55 à 12 h sur RTL, pour l'Horoscope du jour jusqu'en 2015 et un billet humoristique depuis.

## Chanson
- Je n'aime que toi, de Philippe Chevallier, musique de Guillaume Stirn et Renaud Stirn (un extrait est disponible sur le site officiel de Chevallier et Laspalès).